# U20-världsmästerskapet i fotboll 2011
U20-världsmästerskapet i fotboll 2011 var det 18:e U20-världsmästerskapet i fotboll och spelades i Colombia mellan den 29 juli och 20 augusti 2011. Turneringen vanns av Brasilien, som besegrade Portugal i finalen.

## Arenor
Arenorna som matcherna spelades på bekräftades den 29 september 2010. Dessa ligger i städerna Armenia, Barranquilla, Bogotá, Cali, Cartagena, Manizales, Medellín och Pereira.
| Armenia                            | Barranquilla                                                                        | Bogotá                                                                              | Cali                              |
| ---------------------------------- | ----------------------------------------------------------------------------------- | ----------------------------------------------------------------------------------- | --------------------------------- |
| Estadio Centenario                 | Estadio Metropolitano Roberto Meléndez                                              | Estadio El Campín                                                                   | Estadio Pascual Guerrero          |
| Kapacitet: 26 000                  | Kapacitet: 49 612                                                                   | Kapacitet: 42 000                                                                   | Kapacitet: 33 130                 |
|                                    |                                                                                     |                                                                                     |                                   |
| Cartagena                          | · Armenia Barranquilla Bogotá Cali Cartagena Manizales Medellín Pereira Spelplatser | · Armenia Barranquilla Bogotá Cali Cartagena Manizales Medellín Pereira Spelplatser | Manizales                         |
| Estadio Jaime Morón León           | · Armenia Barranquilla Bogotá Cali Cartagena Manizales Medellín Pereira Spelplatser | · Armenia Barranquilla Bogotá Cali Cartagena Manizales Medellín Pereira Spelplatser | Estadio Palogrande                |
| Kapacitet: 17 000                  | · Armenia Barranquilla Bogotá Cali Cartagena Manizales Medellín Pereira Spelplatser | · Armenia Barranquilla Bogotá Cali Cartagena Manizales Medellín Pereira Spelplatser | Kapacitet: 36 553                 |
|                                    | · Armenia Barranquilla Bogotá Cali Cartagena Manizales Medellín Pereira Spelplatser | · Armenia Barranquilla Bogotá Cali Cartagena Manizales Medellín Pereira Spelplatser | Panorámica del Estadio Palogrande |
| Medellín                           | · Armenia Barranquilla Bogotá Cali Cartagena Manizales Medellín Pereira Spelplatser | · Armenia Barranquilla Bogotá Cali Cartagena Manizales Medellín Pereira Spelplatser | Pereira                           |
| Estadio Atanasio Girardot          | · Armenia Barranquilla Bogotá Cali Cartagena Manizales Medellín Pereira Spelplatser | · Armenia Barranquilla Bogotá Cali Cartagena Manizales Medellín Pereira Spelplatser | Estadio Hernán Ramírez Villegas   |
| Kapacitet: 45 087                  | · Armenia Barranquilla Bogotá Cali Cartagena Manizales Medellín Pereira Spelplatser | · Armenia Barranquilla Bogotá Cali Cartagena Manizales Medellín Pereira Spelplatser | Kapacitet: 35 342                 |
| Estadio Atanasio Girardot-Medellin | · Armenia Barranquilla Bogotá Cali Cartagena Manizales Medellín Pereira Spelplatser | · Armenia Barranquilla Bogotá Cali Cartagena Manizales Medellín Pereira Spelplatser |                                   |

## Kvalifikation
23 nationer kvalificerade sig till världsmästerskapet, utöver Colombia som i egenskap av värd för mästerskapet var direktkvalificerat.
| Förbund                                        | Kvalturnering                                  | Kvalificerade                                                   |
| ---------------------------------------------- | ---------------------------------------------- | --------------------------------------------------------------- |
| AFC (Asien)                                    | Asiatiska U19-mästerskapet i fotboll 2010      | Nordkorea · Australien · Sydkorea · Saudiarabien                |
| CAF (Afrika)                                   | Afrikanska U20-mästerskapet i fotboll 2011     | Nigeria · Kamerun · Egypten · Mali                              |
| CONCACAF (Nord- & Centralamerika & Västindien) | CONCACAF:s U20-mästerskap 2011                 | Mexiko · Costa Rica · Guatemala · Panama                        |
| CONMEBOL (Sydamerika)                          | Sydamerikanska U20-mästerskapet i fotboll 2011 | Brasilien · Uruguay · Argentina · Ecuador                       |
| OFC (Oceanien)                                 | Oceaniska U20-mästerskapet i fotboll 2011      | Nya Zeeland                                                     |
| UEFA (Europa)                                  | U19-Europamästerskapet i fotboll 2010          | Frankrike · Spanien · Kroatien · England · Portugal · Österrike |
| Värdnation                                     | Värdnation                                     | Colombia                                                        |

## Gruppspel

### Grupp A
| Nr | Lag       | S | V | O | F | GM | IM | MS | P |
| -- | --------- | - | - | - | - | -- | -- | -- | - |
| 1  | Colombia  | 3 | 3 | 0 | 0 | 7  | 1  | +6 | 9 |
| 2  | Frankrike | 3 | 2 | 0 | 1 | 6  | 5  | +1 | 6 |
| 3  | Sydkorea  | 3 | 1 | 0 | 2 | 3  | 4  | −1 | 3 |
| 4  | Mali      | 3 | 0 | 0 | 3 | 0  | 6  | −6 | 0 |

|       | 30 juli | Mali | 0 – 2   | Sydkorea                                    | Estadio Nemesio Camacho (El Campín), Bogotá       |                                                   |
| 18:00 | 18:00   |      | Rapport | Kim Kyung-Jung 50′ Jang Hyun-Soo 80′ (str.) | Publik: 36 111 Domare: Mark Clattenburg (England) | Publik: 36 111 Domare: Mark Clattenburg (England) |
| 18:00 | 18:00   |      |         |                                             | Publik: 36 111 Domare: Mark Clattenburg (England) | Publik: 36 111 Domare: Mark Clattenburg (England) |
| 18:00 | 18:00   |      |         |                                             | Publik: 36 111 Domare: Mark Clattenburg (England) | Publik: 36 111 Domare: Mark Clattenburg (England) |

|       | 30 juli | Colombia                                       | 4 – 1   | Frankrike | Estadio Nemesio Camacho (El Campín), Bogotá        |                                                    |
| 21:00 | 21:00   | Rodríguez 30′ (str.) Muriel 48′, 66′ Arias 64′ | Rapport | Sunu 21′  | Publik: 36 111 Domare: Peter O'Leary (New Zealand) | Publik: 36 111 Domare: Peter O'Leary (New Zealand) |
| 21:00 | 21:00   |                                                |         |           | Publik: 36 111 Domare: Peter O'Leary (New Zealand) | Publik: 36 111 Domare: Peter O'Leary (New Zealand) |
| 21:00 | 21:00   |                                                |         |           | Publik: 36 111 Domare: Peter O'Leary (New Zealand) | Publik: 36 111 Domare: Peter O'Leary (New Zealand) |

|       | 2 augusti | Frankrike                           | 3 – 1   | Sydkorea         | Estadio Nemesio Camacho (El Campín), Bogotá   |                                               |
| 17:00 | 17:00     | Sunu 27′ Fofana 81′ Lacazette 90+1′ | Rapport | Kim Young-Uk 59′ | Publik: 36 103 Domare: Wilson Seneme (Brazil) | Publik: 36 103 Domare: Wilson Seneme (Brazil) |
| 17:00 | 17:00     |                                     |         |                  | Publik: 36 103 Domare: Wilson Seneme (Brazil) | Publik: 36 103 Domare: Wilson Seneme (Brazil) |
| 17:00 | 17:00     |                                     |         |                  | Publik: 36 103 Domare: Wilson Seneme (Brazil) | Publik: 36 103 Domare: Wilson Seneme (Brazil) |

|       | 2 augusti | Colombia                     | 2 – 0   | Mali | Estadio Nemesio Camacho (El Campín), Bogotá |                                             |
| 20:00 | 20:00     | Valencia 23′ Rodríguez 90+1′ | Rapport |      | Publik: 36 103 Domare: Istvan Vad (Hungary) | Publik: 36 103 Domare: Istvan Vad (Hungary) |
| 20:00 | 20:00     |                              |         |      | Publik: 36 103 Domare: Istvan Vad (Hungary) | Publik: 36 103 Domare: Istvan Vad (Hungary) |
| 20:00 | 20:00     |                              |         |      | Publik: 36 103 Domare: Istvan Vad (Hungary) | Publik: 36 103 Domare: Istvan Vad (Hungary) |

|       | 5 augusti | Frankrike                 | 2 – 0   | Mali | Estadio Pascual Guerrero, Cali                  |                                                 |
| 20:00 | 20:00     | Bakambu 70′ Lacazette 77′ | Rapport |      | Publik: 31 395 Domare: Antonio Arias (Paraguay) | Publik: 31 395 Domare: Antonio Arias (Paraguay) |
| 20:00 | 20:00     |                           |         |      | Publik: 31 395 Domare: Antonio Arias (Paraguay) | Publik: 31 395 Domare: Antonio Arias (Paraguay) |
| 20:00 | 20:00     |                           |         |      | Publik: 31 395 Domare: Antonio Arias (Paraguay) | Publik: 31 395 Domare: Antonio Arias (Paraguay) |

|       | 5 augusti | Colombia   | 1 – 0   | Sydkorea | Estadio Nemesio Camacho (El Campín), Bogotá          |                                                      |
| 20:00 | 20:00     | Muriel 37′ | Rapport |          | Publik: 36 082 Domare: Markus Strömbergsson (Sweden) | Publik: 36 082 Domare: Markus Strömbergsson (Sweden) |
| 20:00 | 20:00     |            |         |          | Publik: 36 082 Domare: Markus Strömbergsson (Sweden) | Publik: 36 082 Domare: Markus Strömbergsson (Sweden) |
| 20:00 | 20:00     |            |         |          | Publik: 36 082 Domare: Markus Strömbergsson (Sweden) | Publik: 36 082 Domare: Markus Strömbergsson (Sweden) |

### Grupp B
| Nr | Lag         | S | V | O | F | GM | IM | MS | P |
| -- | ----------- | - | - | - | - | -- | -- | -- | - |
| 1  | Portugal    | 3 | 2 | 1 | 0 | 2  | 0  | +2 | 7 |
| 2  | Kamerun     | 3 | 1 | 1 | 1 | 2  | 2  | 0  | 4 |
| 3  | Nya Zeeland | 3 | 0 | 2 | 1 | 2  | 3  | −1 | 2 |
| 4  | Uruguay     | 3 | 0 | 2 | 1 | 1  | 2  | −1 | 2 |

|       | 30 juli | Kamerun    | 1 – 1   | Nya Zeeland       | Estadio Pascual Guerrero, Cali                   |                                                  |
| 17:00 | 17:00   | Mbondi 33′ | Rapport | Tchaha 40′ (sjm.) | Publik: 35 262 Domare: William Collum (Scotland) | Publik: 35 262 Domare: William Collum (Scotland) |
| 17:00 | 17:00   |            |         |                   | Publik: 35 262 Domare: William Collum (Scotland) | Publik: 35 262 Domare: William Collum (Scotland) |
| 17:00 | 17:00   |            |         |                   | Publik: 35 262 Domare: William Collum (Scotland) | Publik: 35 262 Domare: William Collum (Scotland) |

|       | 30 juli | Portugal | 0 – 0   | Uruguay | Estadio Pascual Guerrero, Cali                            |                                                           |
| 20:00 | 20:00   |          | Rapport |         | Publik: 35 262 Domare: Abdulrahman Mohammed Abdou (Qatar) | Publik: 35 262 Domare: Abdulrahman Mohammed Abdou (Qatar) |
| 20:00 | 20:00   |          |         |         | Publik: 35 262 Domare: Abdulrahman Mohammed Abdou (Qatar) | Publik: 35 262 Domare: Abdulrahman Mohammed Abdou (Qatar) |
| 20:00 | 20:00   |          |         |         | Publik: 35 262 Domare: Abdulrahman Mohammed Abdou (Qatar) | Publik: 35 262 Domare: Abdulrahman Mohammed Abdou (Qatar) |

|       | 2 augusti | Uruguay  | 1 – 1   | Nya Zeeland | Estadio Pascual Guerrero, Cali               |                                              |
| 17:00 | 17:00     | Luna 74′ | Rapport | Bevin 57′   | Publik: 28 884 Domare: Cüneyt Çakır (Turkey) | Publik: 28 884 Domare: Cüneyt Çakır (Turkey) |
| 17:00 | 17:00     |          |         |             | Publik: 28 884 Domare: Cüneyt Çakır (Turkey) | Publik: 28 884 Domare: Cüneyt Çakır (Turkey) |
| 17:00 | 17:00     |          |         |             | Publik: 28 884 Domare: Cüneyt Çakır (Turkey) | Publik: 28 884 Domare: Cüneyt Çakır (Turkey) |

|       | 2 augusti | Portugal        | 1 – 0   | Kamerun | Estadio Pascual Guerrero, Cali                  |                                                 |
| 20:00 | 20:00     | N. Oliveira 18′ | Rapport |         | Publik: 28 884 Domare: Antonio Arias (Paraguay) | Publik: 28 884 Domare: Antonio Arias (Paraguay) |
| 20:00 | 20:00     |                 |         |         | Publik: 28 884 Domare: Antonio Arias (Paraguay) | Publik: 28 884 Domare: Antonio Arias (Paraguay) |
| 20:00 | 20:00     |                 |         |         | Publik: 28 884 Domare: Antonio Arias (Paraguay) | Publik: 28 884 Domare: Antonio Arias (Paraguay) |

|       | 5 augusti | Portugal | 1 – 0   | Nya Zeeland | Estadio Pascual Guerrero, Cali                       |                                                      |
| 17:00 | 17:00     | Rui 31′  | Rapport |             | Publik: 31 395 Domare: Kim Dong-Jin (Korea Republic) | Publik: 31 395 Domare: Kim Dong-Jin (Korea Republic) |
| 17:00 | 17:00     |          |         |             | Publik: 31 395 Domare: Kim Dong-Jin (Korea Republic) | Publik: 31 395 Domare: Kim Dong-Jin (Korea Republic) |
| 17:00 | 17:00     |          |         |             | Publik: 31 395 Domare: Kim Dong-Jin (Korea Republic) | Publik: 31 395 Domare: Kim Dong-Jin (Korea Republic) |

|       | 5 augusti | Uruguay | 0 – 1   | Kamerun    | Estadio Nemesio Camacho (El Campín), Bogotá        |                                                    |
| 17:00 | 17:00     |         | Rapport | Mbongo 28′ | Publik: 36 082 Domare: Mark Geiger (United States) | Publik: 36 082 Domare: Mark Geiger (United States) |
| 17:00 | 17:00     |         |         |            | Publik: 36 082 Domare: Mark Geiger (United States) | Publik: 36 082 Domare: Mark Geiger (United States) |
| 17:00 | 17:00     |         |         |            | Publik: 36 082 Domare: Mark Geiger (United States) | Publik: 36 082 Domare: Mark Geiger (United States) |

### Grupp C
| Nr | Lag        | S | V | O | F | GM | IM | MS | P |
| -- | ---------- | - | - | - | - | -- | -- | -- | - |
| 1  | Spanien    | 3 | 3 | 0 | 0 | 11 | 2  | +9 | 9 |
| 2  | Ecuador    | 3 | 1 | 1 | 1 | 4  | 3  | +1 | 4 |
| 3  | Costa Rica | 3 | 1 | 0 | 2 | 4  | 9  | −5 | 3 |
| 4  | Australien | 3 | 0 | 1 | 2 | 4  | 9  | −5 | 1 |

|       | 31 juli | Costa Rica | 1 – 4   | Spanien                                     | Estadio Palogrande, Manizales                  |                                                |
| 15:00 | 15:00   | Ruiz 65′   | Rapport | Rodrigo 14′, 48′ Koke 81′ Isco 90+4′ (str.) | Publik: 17 075 Domare: Darío Ubriaco (Uruguay) | Publik: 17 075 Domare: Darío Ubriaco (Uruguay) |
| 15:00 | 15:00   |            |         |                                             | Publik: 17 075 Domare: Darío Ubriaco (Uruguay) | Publik: 17 075 Domare: Darío Ubriaco (Uruguay) |
| 15:00 | 15:00   |            |         |                                             | Publik: 17 075 Domare: Darío Ubriaco (Uruguay) | Publik: 17 075 Domare: Darío Ubriaco (Uruguay) |

|       | 31 juli | Australien | 1 – 1   | Ecuador   | Estadio Palogrande, Manizales                    |                                                  |
| 18:00 | 18:00   | Oar 89′    | Rapport | Govea 24′ | Publik: 17 075 Domare: Djamel Haimoudi (Algeria) | Publik: 17 075 Domare: Djamel Haimoudi (Algeria) |
| 18:00 | 18:00   |            |         |           | Publik: 17 075 Domare: Djamel Haimoudi (Algeria) | Publik: 17 075 Domare: Djamel Haimoudi (Algeria) |
| 18:00 | 18:00   |            |         |           | Publik: 17 075 Domare: Djamel Haimoudi (Algeria) | Publik: 17 075 Domare: Djamel Haimoudi (Algeria) |

|       | 3 augusti | Ecuador | 0 – 2   | Spanien                 | Estadio Palogrande, Manizales                      |                                                    |
| 17:00 | 17:00     |         | Rapport | Canales 67′ Vázquez 85′ | Publik: 10 130 Domare: Peter O'Leary (New Zealand) | Publik: 10 130 Domare: Peter O'Leary (New Zealand) |
| 17:00 | 17:00     |         |         |                         | Publik: 10 130 Domare: Peter O'Leary (New Zealand) | Publik: 10 130 Domare: Peter O'Leary (New Zealand) |
| 17:00 | 17:00     |         |         |                         | Publik: 10 130 Domare: Peter O'Leary (New Zealand) | Publik: 10 130 Domare: Peter O'Leary (New Zealand) |

|       | 3 augusti | Australien               | 2 – 3   | Costa Rica                 | Estadio Palogrande, Manizales                          |                                                        |
| 20:00 | 20:00     | Oar 26′ Calvo 64′ (sjm.) | Rapport | Campbell 22′, 27′ Ruiz 72′ | Publik: 10 130 Domare: Robert Schöergenhofer (Austria) | Publik: 10 130 Domare: Robert Schöergenhofer (Austria) |
| 20:00 | 20:00     |                          |         |                            | Publik: 10 130 Domare: Robert Schöergenhofer (Austria) | Publik: 10 130 Domare: Robert Schöergenhofer (Austria) |
| 20:00 | 20:00     |                          |         |                            | Publik: 10 130 Domare: Robert Schöergenhofer (Austria) | Publik: 10 130 Domare: Robert Schöergenhofer (Austria) |

|       | 6 augusti | Ecuador                      | 3 – 0   | Costa Rica | Estadio Hernán Ramírez Villegas, Pereira     |                                              |
| 17:00 | 17:00     | Montaño 2′ de Jesús 13′, 69′ | Rapport |            | Publik: 13 714 Domare: Cüneyt Çakır (Turkey) | Publik: 13 714 Domare: Cüneyt Çakır (Turkey) |
| 17:00 | 17:00     |                              |         |            | Publik: 13 714 Domare: Cüneyt Çakır (Turkey) | Publik: 13 714 Domare: Cüneyt Çakır (Turkey) |
| 17:00 | 17:00     |                              |         |            | Publik: 13 714 Domare: Cüneyt Çakır (Turkey) | Publik: 13 714 Domare: Cüneyt Çakır (Turkey) |

|       | 6 augusti | Australien | 1 – 5   | Spanien                                            | Estadio Palogrande, Manizales                 |                                               |
| 17:00 | 17:00     | Bulut 27′  | Rapport | Roberto 1′ Vázquez 6′, 13′, 18′ Canales 31′ (str.) | Publik: 14 722 Domare: Wilson Seneme (Brazil) | Publik: 14 722 Domare: Wilson Seneme (Brazil) |
| 17:00 | 17:00     |            |         |                                                    | Publik: 14 722 Domare: Wilson Seneme (Brazil) | Publik: 14 722 Domare: Wilson Seneme (Brazil) |
| 17:00 | 17:00     |            |         |                                                    | Publik: 14 722 Domare: Wilson Seneme (Brazil) | Publik: 14 722 Domare: Wilson Seneme (Brazil) |

### Grupp D
| Nr | Lag          | S | V | O | F | GM | IM | MS  | P |
| -- | ------------ | - | - | - | - | -- | -- | --- | - |
| 1  | Nigeria      | 3 | 3 | 0 | 0 | 12 | 2  | +10 | 9 |
| 2  | Saudiarabien | 3 | 2 | 0 | 1 | 8  | 2  | +6  | 6 |
| 3  | Guatemala    | 3 | 1 | 0 | 2 | 1  | 11 | −10 | 3 |
| 4  | Kroatien     | 3 | 0 | 0 | 3 | 2  | 8  | −6  | 0 |

|       | 31 juli | Nigeria                                       | 5 – 0   | Guatemala | Estadio Centenario, Armenia                            |                                                        |
| 15:00 | 15:00   | Egbedi 8′, 39′ Ajagun 47′ Kayode 53′ Musa 76′ | Rapport |           | Publik: 11 116 Domare: Robert Schöergenhofer (Austria) | Publik: 11 116 Domare: Robert Schöergenhofer (Austria) |
| 15:00 | 15:00   |                                               |         |           | Publik: 11 116 Domare: Robert Schöergenhofer (Austria) | Publik: 11 116 Domare: Robert Schöergenhofer (Austria) |
| 15:00 | 15:00   |                                               |         |           | Publik: 11 116 Domare: Robert Schöergenhofer (Austria) | Publik: 11 116 Domare: Robert Schöergenhofer (Austria) |

|       | 31 juli | Kroatien | 0 – 2   | Saudiarabien                 | Estadio Centenario, Armenia                          |                                                      |
| 18:00 | 18:00   |          | Rapport | Al-Fahmi 54′ Al-Muwallad 69′ | Publik: 11 116 Domare: Noumandiez Doue (Ivory Coast) | Publik: 11 116 Domare: Noumandiez Doue (Ivory Coast) |
| 18:00 | 18:00   |          |         |                              | Publik: 11 116 Domare: Noumandiez Doue (Ivory Coast) | Publik: 11 116 Domare: Noumandiez Doue (Ivory Coast) |
| 18:00 | 18:00   |          |         |                              | Publik: 11 116 Domare: Noumandiez Doue (Ivory Coast) | Publik: 11 116 Domare: Noumandiez Doue (Ivory Coast) |

|       | 3 augusti | Saudiarabien                                                                        | 6 – 0   | Guatemala | Estadio Centenario, Armenia                     |                                                 |
| 17:00 | 17:00     | Dagriri 17′ Al-Fahmi 27′ Al-Fatil 58′ Al-Shahrani 66′ Al-Ibrahim 83′ Al-Dawsari 89′ | Rapport |           | Publik: 8 861 Domare: William Collum (Scotland) | Publik: 8 861 Domare: William Collum (Scotland) |
| 17:00 | 17:00     |                                                                                     |         |           | Publik: 8 861 Domare: William Collum (Scotland) | Publik: 8 861 Domare: William Collum (Scotland) |
| 17:00 | 17:00     |                                                                                     |         |           | Publik: 8 861 Domare: William Collum (Scotland) | Publik: 8 861 Domare: William Collum (Scotland) |

|       | 3 augusti | Kroatien                 | 2 – 5   | Nigeria                                        | Estadio Centenario, Armenia                   |                                               |
| 20:00 | 20:00     | Lendrić 42′ Kramarić 66′ | Rapport | Kayode 25′ Suswam 30′ Musa 62′ Nwofor 69′, 73′ | Publik: 8 861 Domare: Darío Ubriaco (Uruguay) | Publik: 8 861 Domare: Darío Ubriaco (Uruguay) |
| 20:00 | 20:00     |                          |         |                                                | Publik: 8 861 Domare: Darío Ubriaco (Uruguay) | Publik: 8 861 Domare: Darío Ubriaco (Uruguay) |
| 20:00 | 20:00     |                          |         |                                                | Publik: 8 861 Domare: Darío Ubriaco (Uruguay) | Publik: 8 861 Domare: Darío Ubriaco (Uruguay) |

|       | 6 augusti | Saudiarabien | 0 – 2   | Nigeria               | Estadio Hernán Ramírez Villegas, Pereira            |                                                     |
| 20:00 | 20:00     |              | Rapport | Musa 45+2′ Kayode 85′ | Publik: 13 714 Domare: Hernando Buitrago (Colombia) | Publik: 13 714 Domare: Hernando Buitrago (Colombia) |
| 20:00 | 20:00     |              |         |                       | Publik: 13 714 Domare: Hernando Buitrago (Colombia) | Publik: 13 714 Domare: Hernando Buitrago (Colombia) |
| 20:00 | 20:00     |              |         |                       | Publik: 13 714 Domare: Hernando Buitrago (Colombia) | Publik: 13 714 Domare: Hernando Buitrago (Colombia) |

|       | 6 augusti | Kroatien | 0 – 1   | Guatemala    | Estadio Centenario, Armenia                     |                                                 |
| 20:00 | 20:00     |          | Rapport | Ceballos 81′ | Publik: 4 209 Domare: Abdulrahman Abdou (Qatar) | Publik: 4 209 Domare: Abdulrahman Abdou (Qatar) |
| 20:00 | 20:00     |          |         |              | Publik: 4 209 Domare: Abdulrahman Abdou (Qatar) | Publik: 4 209 Domare: Abdulrahman Abdou (Qatar) |
| 20:00 | 20:00     |          |         |              | Publik: 4 209 Domare: Abdulrahman Abdou (Qatar) | Publik: 4 209 Domare: Abdulrahman Abdou (Qatar) |

### Grupp E
| Nr | Lag       | S | V | O | F | GM | IM | MS | P |
| -- | --------- | - | - | - | - | -- | -- | -- | - |
| 1  | Brasilien | 3 | 2 | 1 | 0 | 8  | 1  | +7 | 7 |
| 2  | Egypten   | 3 | 2 | 1 | 0 | 6  | 1  | +5 | 7 |
| 3  | Panama    | 3 | 0 | 1 | 2 | 0  | 5  | −5 | 1 |
| 4  | Österrike | 3 | 0 | 1 | 2 | 0  | 7  | −7 | 1 |

|       | 29 juli | Österrike | 0 – 0   | Panama | Estadio Jaime Morón León, Cartagena             |                                                 |
| 17:30 | 17:30   |           | Rapport |        | Publik: 13 198 Domare: Antonio Arias (Paraguay) | Publik: 13 198 Domare: Antonio Arias (Paraguay) |
| 17:30 | 17:30   |           |         |        | Publik: 13 198 Domare: Antonio Arias (Paraguay) | Publik: 13 198 Domare: Antonio Arias (Paraguay) |
| 17:30 | 17:30   |           |         |        | Publik: 13 198 Domare: Antonio Arias (Paraguay) | Publik: 13 198 Domare: Antonio Arias (Paraguay) |

|       | 29 juli | Brasilien  | 1 – 1   | Egypten   | Estadio Metropolitano Roberto Meléndez, Barranquilla |                                              |
| 21:00 | 21:00   | Danilo 12′ | Rapport | Gaber 26′ | Publik: 45 170 Domare: Cüneyt Çakır (Turkey)         | Publik: 45 170 Domare: Cüneyt Çakır (Turkey) |
| 21:00 | 21:00   |            |         |           | Publik: 45 170 Domare: Cüneyt Çakır (Turkey)         | Publik: 45 170 Domare: Cüneyt Çakır (Turkey) |
| 21:00 | 21:00   |            |         |           | Publik: 45 170 Domare: Cüneyt Çakır (Turkey)         | Publik: 45 170 Domare: Cüneyt Çakır (Turkey) |

|       | 1 augusti | Egypten    | 1 – 0   | Panama | Estadio Metropolitano Roberto Meléndez, Barranquilla |                                                      |
| 17:00 | 17:00     | Hegazy 67′ | Rapport |        | Publik: 11 101 Domare: Kim Dong-Jin (Korea Republic) | Publik: 11 101 Domare: Kim Dong-Jin (Korea Republic) |
| 17:00 | 17:00     |            |         |        | Publik: 11 101 Domare: Kim Dong-Jin (Korea Republic) | Publik: 11 101 Domare: Kim Dong-Jin (Korea Republic) |
| 17:00 | 17:00     |            |         |        | Publik: 11 101 Domare: Kim Dong-Jin (Korea Republic) | Publik: 11 101 Domare: Kim Dong-Jin (Korea Republic) |

|       | 1 augusti | Brasilien                                    | 3 – 0   | Österrike | Estadio Metropolitano Roberto Meléndez, Barranquilla |                                                    |
| 20:00 | 20:00     | Henrique 37′ Coutinho 52′ (str.) Willian 63′ | Rapport |           | Publik: 11 101 Domare: Mark Geiger (United States)   | Publik: 11 101 Domare: Mark Geiger (United States) |
| 20:00 | 20:00     |                                              |         |           | Publik: 11 101 Domare: Mark Geiger (United States)   | Publik: 11 101 Domare: Mark Geiger (United States) |
| 20:00 | 20:00     |                                              |         |           | Publik: 11 101 Domare: Mark Geiger (United States)   | Publik: 11 101 Domare: Mark Geiger (United States) |

|       | 4 augusti | Brasilien                                 | 4 – 0   | Panama | Estadio Metropolitano Roberto Meléndez, Barranquilla |                                                   |
| 20:00 | 20:00     | Henrique 40′ Coutinho 45+1′, 52′ Dudu 89′ | Rapport |        | Publik: 16 513 Domare: Mark Clattenburg (England)    | Publik: 16 513 Domare: Mark Clattenburg (England) |
| 20:00 | 20:00     |                                           |         |        | Publik: 16 513 Domare: Mark Clattenburg (England)    | Publik: 16 513 Domare: Mark Clattenburg (England) |
| 20:00 | 20:00     |                                           |         |        | Publik: 16 513 Domare: Mark Clattenburg (England)    | Publik: 16 513 Domare: Mark Clattenburg (England) |

|       | 4 augusti | Egypten                         | 4 – 0   | Österrike | Estadio Jaime Morón León, Cartagena             |                                                 |
| 20:00 | 20:00     | Sobhi 31′ Ibrahim 60′, 62′, 82′ | Rapport |           | Publik: 16 042 Domare: Walter López (Guatemala) | Publik: 16 042 Domare: Walter López (Guatemala) |
| 20:00 | 20:00     |                                 |         |           | Publik: 16 042 Domare: Walter López (Guatemala) | Publik: 16 042 Domare: Walter López (Guatemala) |
| 20:00 | 20:00     |                                 |         |           | Publik: 16 042 Domare: Walter López (Guatemala) | Publik: 16 042 Domare: Walter López (Guatemala) |

### Grupp F
| Nr | Lag       | S | V | O | F | GM | IM | MS | P |
| -- | --------- | - | - | - | - | -- | -- | -- | - |
| 1  | Argentina | 3 | 2 | 1 | 0 | 4  | 0  | +4 | 7 |
| 2  | Mexiko    | 3 | 1 | 1 | 1 | 3  | 1  | +2 | 4 |
| 3  | England   | 3 | 0 | 3 | 0 | 0  | 0  | 0  | 3 |
| 4  | Nordkorea | 3 | 0 | 1 | 2 | 0  | 6  | −6 | 1 |

|       | 29 juli | England | 0 – 0   | Nordkorea | Estadio Atanasio Girardot, Medellín           |                                               |
| 14:30 | 14:30   |         | Rapport |           | Publik: 25 995 Domare: Wilson Seneme (Brazil) | Publik: 25 995 Domare: Wilson Seneme (Brazil) |
| 14:30 | 14:30   |         |         |           | Publik: 25 995 Domare: Wilson Seneme (Brazil) | Publik: 25 995 Domare: Wilson Seneme (Brazil) |
| 14:30 | 14:30   |         |         |           | Publik: 25 995 Domare: Wilson Seneme (Brazil) | Publik: 25 995 Domare: Wilson Seneme (Brazil) |

|       | 29 juli | Argentina  | 1 – 0   | Mexiko | Estadio Atanasio Girardot, Medellín         |                                             |
| 17:30 | 17:30   | Lamela 70′ | Rapport |        | Publik: 25 995 Domare: István Vad (Hungary) | Publik: 25 995 Domare: István Vad (Hungary) |
| 17:30 | 17:30   |            |         |        | Publik: 25 995 Domare: István Vad (Hungary) | Publik: 25 995 Domare: István Vad (Hungary) |
| 17:30 | 17:30   |            |         |        | Publik: 25 995 Domare: István Vad (Hungary) | Publik: 25 995 Domare: István Vad (Hungary) |

|       | 1 augusti | Mexiko                                             | 3 – 0   | Nordkorea | Estadio Atanasio Girardot, Medellín                  |                                                      |
| 17:00 | 17:00     | Ri Yong-Chol 45+1′ (sjm.) Guarch 54′ De Buen 90+4′ | Rapport |           | Publik: 40 704 Domare: Markus Strömbergsson (Sweden) | Publik: 40 704 Domare: Markus Strömbergsson (Sweden) |
| 17:00 | 17:00     |                                                    |         |           | Publik: 40 704 Domare: Markus Strömbergsson (Sweden) | Publik: 40 704 Domare: Markus Strömbergsson (Sweden) |
| 17:00 | 17:00     |                                                    |         |           | Publik: 40 704 Domare: Markus Strömbergsson (Sweden) | Publik: 40 704 Domare: Markus Strömbergsson (Sweden) |

|       | 1 augusti | Argentina | 0 – 0   | England | Estadio Atanasio Girardot, Medellín             |                                                 |
| 20:00 | 20:00     |           | Rapport |         | Publik: 40 704 Domare: Walter López (Guatemala) | Publik: 40 704 Domare: Walter López (Guatemala) |
| 20:00 | 20:00     |           |         |         | Publik: 40 704 Domare: Walter López (Guatemala) | Publik: 40 704 Domare: Walter López (Guatemala) |
| 20:00 | 20:00     |           |         |         | Publik: 40 704 Domare: Walter López (Guatemala) | Publik: 40 704 Domare: Walter López (Guatemala) |

|       | 4 augusti | Mexiko | 0 – 0   | England | Estadio Jaime Morón León, Cartagena              |                                                  |
| 17:00 | 17:00     |        | Rapport |         | Publik: 16 042 Domare: Djamel Haimoudi (Algeria) | Publik: 16 042 Domare: Djamel Haimoudi (Algeria) |
| 17:00 | 17:00     |        |         |         | Publik: 16 042 Domare: Djamel Haimoudi (Algeria) | Publik: 16 042 Domare: Djamel Haimoudi (Algeria) |
| 17:00 | 17:00     |        |         |         | Publik: 16 042 Domare: Djamel Haimoudi (Algeria) | Publik: 16 042 Domare: Djamel Haimoudi (Algeria) |

|       | 4 augusti | Argentina                                    | 3 – 0   | Nordkorea | Estadio Atanasio Girardot, Medellín                  |                                                      |
| 17:00 | 17:00     | Ferreyra 36′ Villafáñez 84′ Cirigliano 90+5′ | Rapport |           | Publik: 14 647 Domare: Noumandiez Doue (Ivory Coast) | Publik: 14 647 Domare: Noumandiez Doue (Ivory Coast) |
| 17:00 | 17:00     |                                              |         |           | Publik: 14 647 Domare: Noumandiez Doue (Ivory Coast) | Publik: 14 647 Domare: Noumandiez Doue (Ivory Coast) |
| 17:00 | 17:00     |                                              |         |           | Publik: 14 647 Domare: Noumandiez Doue (Ivory Coast) | Publik: 14 647 Domare: Noumandiez Doue (Ivory Coast) |

### Rankning tredjeplacerade lag
| Lag         | S | V | O | F | GM | IM | MS  | P |
| ----------- | - | - | - | - | -- | -- | --- | - |
| England     | 3 | 0 | 3 | 0 | 0  | 0  | 0   | 3 |
| Sydkorea    | 3 | 1 | 0 | 2 | 3  | 4  | −1  | 3 |
| Costa Rica  | 3 | 1 | 0 | 2 | 4  | 9  | −5  | 3 |
| Guatemala   | 3 | 1 | 0 | 2 | 1  | 11 | −10 | 3 |
| Nya Zeeland | 3 | 0 | 2 | 1 | 2  | 3  | −1  | 2 |
| Panama      | 3 | 0 | 1 | 2 | 0  | 5  | −5  | 1 |

## Slutspel

### Slutspelsträd
|  | Åttondelsfinaler | Åttondelsfinaler |              |             | Kvartsfinaler | Kvartsfinaler |           |            | Semifinaler | Semifinaler |             |   | Final    | Final |
|  | 0                | 0                | 0            | 0           | 0             | 0             | 0         | 0          | 0           | 0           | 0           | 0 | 0        | 0     |
|  |                  |                  | 0            | 0           |               |               | 0         | 0          |             |             | 0           | 0 |          |       |
|  |                  |                  | 0            | 0           |               |               | 0         | 0          |             |             | 0           | 0 |          |       |
|  | 0 Brasilien      | 3                | 0            | 0           |               |               | 0         | 0          |             |             | 0           | 0 |          |       |
|  | 0 Brasilien      | 3                | 0            | 0           |               |               | 0         | 0          |             |             | 0           | 0 |          |       |
|  | 0 Saudiarabien   | 0                | 0            | 0           |               |               | 0         | 0          |             |             | 0           | 0 |          |       |
|  | 0 Saudiarabien   | 0                | 0            | 0           | 0 Brasilien   | 2 (4)         | 0         | 0          |             |             | 0           | 0 |          |       |
|  |                  |                  | 0            | 0           | 0 Brasilien   | 2 (4)         | 0         | 0          |             |             | 0           | 0 |          |       |
|  | 0                | 0 Spanien        | 0            | 2 (2)       | 0             |               |           | 0          |             |             | 0           | 0 |          |       |
|  | 0                | 0 Spanien        | 0            | 2 (2)       | 0             | 0 Spanien     | 0 (7)     | 0          |             |             | 0           | 0 |          |       |
|  | 0                | 0                | 0            |             | 0             | 0 Spanien     | 0 (7)     | 0          |             |             | 0           | 0 |          |       |
|  | 0                | 0 Sydkorea       | 0 (6)        | 0           | 0             |               |           | 0          |             |             | 0           | 0 |          |       |
|  | 0                | 0 Sydkorea       | 0 (6)        | 0           | 0             |               |           | 0          | 0 Brasilien | 2           | 0           | 0 |          |       |
|  | 0                |                  |              |             | 0             |               |           | 0          | 0 Brasilien | 2           | 0           | 0 |          |       |
|  | 0                | 0                | 0 Mexiko     | 0           | 0             | 0             |           |            |             |             |             | 0 |          |       |
|  | 0                | 0                | 0 Mexiko     | 0           | 0             | 0             | 0 Kamerun | 1 (0)      | 0           |             |             | 0 |          |       |
|  | 0                | 0                | 0            |             | 0             | 0             | 0 Kamerun | 1 (0)      | 0           |             |             | 0 |          |       |
|  | 0                | 0                | 0 Mexiko     | 1 (3)       | 0             | 0             | 0         |            |             |             |             | 0 |          |       |
|  | 0                | 0                | 0 Mexiko     | 1 (3)       | 0             | 0             | 0         | 0 Mexiko   | 3           |             |             | 0 |          |       |
|  | 0                | 0                |              |             | 0             | 0             | 0         | 0 Mexiko   | 3           |             |             | 0 |          |       |
|  | 0                | 0                | 0 Colombia   | 1           | 0             | 0             | 0         |            |             |             |             | 0 |          |       |
|  | 0                | 0                | 0 Colombia   | 1           | 0             | 0             | 0         | 0 Colombia | 3           |             |             | 0 |          |       |
|  | 0                | 0                | 0            |             | 0             | 0             | 0         | 0 Colombia | 3           |             |             | 0 |          |       |
|  | 0                | 0                | 0 Costa Rica | 2           | 0             | 0             | 0         |            |             |             |             | 0 |          |       |
|  | 0                | 0                | 0 Costa Rica | 2           | 0             | 0             | 0         |            |             | 0 Brasilien | 3           | 0 |          |       |
|  | 0                | 0                |              |             | 0             | 0             | 0         |            |             | 0 Brasilien | 3           | 0 |          |       |
|  | 0                | 0                | 0            | 0 Portugal  | 0             | 0             | 0         | 2          |             |             |             |   |          |       |
|  | 0                | 0                | 0            | 0 Portugal  | 0             | 0             | 0         | 2          | 0 Frankrike | 1           |             |   |          |       |
|  | 0                | 0                | 0            | 0           | 0             | 0             | 0         |            | 0 Frankrike | 1           |             |   |          |       |
|  | 0                | 0                | 0            | 0 Ecuador   | 0             | 0             | 0         | 0          |             |             |             |   |          |       |
|  | 0                | 0                | 0            | 0 Ecuador   | 0             | 0             | 0         | 0          | 0 Frankrike | 3           |             |   |          |       |
|  | 0                | 0                | 0            |             |               | 0             |           | 0          | 0 Frankrike | 3           |             |   |          |       |
|  | 0                | 0                | 0            | 0 Nigeria   | 2             | 0             | 0         | 0          |             |             |             |   |          |       |
|  | 0                | 0                | 0            | 0 Nigeria   | 2             | 0             | 0         | 0          | 0 Nigeria   | 1           |             |   |          |       |
|  | 0                | 0                | 0            | 0           |               | 0             | 0         | 0          | 0 Nigeria   | 1           |             |   |          |       |
|  | 0                | 0                | 0            | 0 England   | 0             | 0             | 0         | 0          |             |             |             |   |          |       |
|  | 0                | 0                | 0            | 0 England   | 0             | 0             | 0         | 0          |             |             | 0 Frankrike | 0 |          |       |
|  | 0                | 0                | 0            |             |               | 0             | 0         | 0          |             |             | 0 Frankrike | 0 |          |       |
|  | 0                | 0                | 0            | 0 Portugal  | 2             | 0             | 0         | 0          | Bronsmatch  | Bronsmatch  |             |   |          |       |
|  | 0                | 0                | 0            | 0 Portugal  | 2             | 0             | 0         | 0          | Bronsmatch  | Bronsmatch  | 0 Portugal  | 1 |          |       |
|  | 0                | 0                | 0            | 0           |               | 0             | 0         | 0          |             |             | 0 Portugal  | 1 |          |       |
|  | 0                | 0                | 0            | 0 Guatemala | 0             | 0             | 0         | 0          |             |             |             |   |          |       |
|  | 0                | 0                | 0            | 0 Guatemala | 0             | 0             | 0         | 0          | 0 Portugal  | 0 (5)       |             |   | 0 Mexiko | 3     |
|  | 0                | 0                | 0            |             |               | 0             | 0         | 0          | 0 Portugal  | 0 (5)       |             |   | 0 Mexiko | 3     |
|  | 0                | 0                | 0            | 0 Argentina | 0 (4)         | 0             | 0         | 0          | 0 Frankrike | 1           |             |   |          |       |
|  | 0                | 0                | 0            | 0 Argentina | 0 (4)         | 0             | 0         | 0          | 0 Frankrike | 1           | 0 Argentina | 2 |          |       |
|  | 0                | 0                | 0            | 0           | 0             | 0             | 0         | 0          | 0           | 0           | 0 Argentina | 2 |          |       |
|  | 0                | 0                | 0            | 0           | 0             | 0             | 0         | 0 Egypten  | 0           | 0           | 1           | 0 |          |       |
|  | 0                | 0                | 0            |             |               | 0             | 0         | 0 Egypten  |             |             | 1           | 0 |          |       |

### Åttondelsfinaler
|       | 9 augusti | Portugal              | 1 – 0   | Guatemala | Estadio Pascual Guerrero, Cali                   |                                                  |
| 17:00 | 17:00     | N. Oliveira 7′ (str.) | Rapport |           | Publik: 34 264 Domare: Djamel Haimoudi (Algeria) | Publik: 34 264 Domare: Djamel Haimoudi (Algeria) |
| 17:00 | 17:00     |                       |         |           | Publik: 34 264 Domare: Djamel Haimoudi (Algeria) | Publik: 34 264 Domare: Djamel Haimoudi (Algeria) |
| 17:00 | 17:00     |                       |         |           | Publik: 34 264 Domare: Djamel Haimoudi (Algeria) | Publik: 34 264 Domare: Djamel Haimoudi (Algeria) |

|       | 9 augusti | Argentina                     | 2 – 1   | Egypten          | Estadio Atanasio Girardot, Medellín                  |                                                      |
| 17:00 | 17:00     | Lamela 42′ (str.), 64′ (str.) | Rapport | Salah 70′ (str.) | Publik: 40 147 Domare: Markus Strömbergsson (Sweden) | Publik: 40 147 Domare: Markus Strömbergsson (Sweden) |
| 17:00 | 17:00     |                               |         |                  | Publik: 40 147 Domare: Markus Strömbergsson (Sweden) | Publik: 40 147 Domare: Markus Strömbergsson (Sweden) |
| 17:00 | 17:00     |                               |         |                  | Publik: 40 147 Domare: Markus Strömbergsson (Sweden) | Publik: 40 147 Domare: Markus Strömbergsson (Sweden) |

|       | 9 augusti | Kamerun                | 1 – 1 (e.fl.)              | Mexiko              | Estadio Hernán Ramírez Villegas, Pereira      |                                               |
| 20:00 | 20:00     | Ohandza 79′            | Rapport                    | Orrantía 81′        | Publik: 21 744 Domare: Wilson Seneme (Brazil) | Publik: 21 744 Domare: Wilson Seneme (Brazil) |
| 20:00 | 20:00     |                        |                            |                     | Publik: 21 744 Domare: Wilson Seneme (Brazil) | Publik: 21 744 Domare: Wilson Seneme (Brazil) |
| 20:00 | 20:00     | Ohandza Nguessi Mbondi | Straffsparksläggning 0 – 3 | Torres Dávila Piñón | Publik: 21 744 Domare: Wilson Seneme (Brazil) | Publik: 21 744 Domare: Wilson Seneme (Brazil) |

|       | 9 augusti | Colombia                                     | 3 – 2   | Costa Rica         | Estadio Nemesio Camacho (El Campín), Bogotá       |                                                   |
| 20:00 | 20:00     | Muriel 56′ Franco 79′ Rodríguez 90+3′ (str.) | Rapport | Ruiz 63′ Escoe 65′ | Publik: 36 084 Domare: Mark Clattenburg (England) | Publik: 36 084 Domare: Mark Clattenburg (England) |
| 20:00 | 20:00     |                                              |         |                    | Publik: 36 084 Domare: Mark Clattenburg (England) | Publik: 36 084 Domare: Mark Clattenburg (England) |
| 20:00 | 20:00     |                                              |         |                    | Publik: 36 084 Domare: Mark Clattenburg (England) | Publik: 36 084 Domare: Mark Clattenburg (England) |

|       | 10 augusti | Nigeria    | 1 – 0   | England | Estadio Centenario, Armenia                     |                                                 |
| 17:00 | 17:00      | Egbedi 52′ | Rapport |         | Publik: 18 291 Domare: Antonio Arias (Paraguay) | Publik: 18 291 Domare: Antonio Arias (Paraguay) |
| 17:00 | 17:00      |            |         |         | Publik: 18 291 Domare: Antonio Arias (Paraguay) | Publik: 18 291 Domare: Antonio Arias (Paraguay) |
| 17:00 | 17:00      |            |         |         | Publik: 18 291 Domare: Antonio Arias (Paraguay) | Publik: 18 291 Domare: Antonio Arias (Paraguay) |

|       | 10 augusti | Spanien                                         | 0 – 0 (e.fl.)              | Sydkorea                                                                                                   | Estadio Palogrande, Manizales                      |                                                    |
| 17:00 | 17:00      |                                                 | Rapport                    | | Publik: 23 618 Domare: Mark Geiger (United States) | Publik: 23 618 Domare: Mark Geiger (United States) |
| 17:00 | 17:00      |                                                 |                            | | Publik: 23 618 Domare: Mark Geiger (United States) | Publik: 23 618 Domare: Mark Geiger (United States) |
| 17:00 | 17:00      | Tello Recio Koke Vázquez Isco Bartra Amat Romeu | Straffsparksläggning 7 – 6 | Jung Seung-Yong Nam Seung-Woo Lee Ki-Je Kim Jin-Su Jang Hyun-Soo Min Sang-Gi Baek Sung-Dong Kim Kyung-Jung | Publik: 23 618 Domare: Mark Geiger (United States) | Publik: 23 618 Domare: Mark Geiger (United States) |

|       | 10 augusti | Brasilien                               | 3 – 0   | Saudiarabien | Estadio Metropolitano Roberto Meléndez, Barranquilla |                                             |
| 20:00 | 20:00      | Henrique 46′ Gabriel Silva 69′ Dudu 86′ | Rapport |              | Publik: 37 448 Domare: István Vad (Hungary)          | Publik: 37 448 Domare: István Vad (Hungary) |
| 20:00 | 20:00      |                                         |         |              | Publik: 37 448 Domare: István Vad (Hungary)          | Publik: 37 448 Domare: István Vad (Hungary) |
| 20:00 | 20:00      |                                         |         |              | Publik: 37 448 Domare: István Vad (Hungary)          | Publik: 37 448 Domare: István Vad (Hungary) |

|       | 10 augusti | Frankrike     | 1 – 0   | Ecuador | Estadio Jaime Morón León, Cartagena               |                                                   |
| 20:00 | 20:00      | Griezmann 75′ | Rapport |         | Publik: 15 958 Domare: Kim Dong-Jin (South Korea) | Publik: 15 958 Domare: Kim Dong-Jin (South Korea) |
| 20:00 | 20:00      |               |         |         | Publik: 15 958 Domare: Kim Dong-Jin (South Korea) | Publik: 15 958 Domare: Kim Dong-Jin (South Korea) |
| 20:00 | 20:00      |               |         |         | Publik: 15 958 Domare: Kim Dong-Jin (South Korea) | Publik: 15 958 Domare: Kim Dong-Jin (South Korea) |

### Kvartsfinaler
|       | 13 augusti | Portugal                                                | 0 – 0 (e.fl.)              | Argentina                                          | Estadio Jaime Morón León, Cartagena                |                                                    |
| 17:00 | 17:00      |                                                         | Rapport                    |                                                    | Publik: 15 946 Domare: Peter O'Leary (New Zealand) | Publik: 15 946 Domare: Peter O'Leary (New Zealand) |
| 17:00 | 17:00      |                                                         |                            |                                                    | Publik: 15 946 Domare: Peter O'Leary (New Zealand) | Publik: 15 946 Domare: Peter O'Leary (New Zealand) |
| 17:00 | 17:00      | Reis Danilo Roderick Rafa N. Oliveira Tiago S. Oliveira | Straffsparksläggning 5 – 4 | Lamela Iturbe Nervo Pirez Ruiz Vuletich Tagliafico | Publik: 15 946 Domare: Peter O'Leary (New Zealand) | Publik: 15 946 Domare: Peter O'Leary (New Zealand) |

|       | 13 augusti | Mexiko                            | 3 – 1   | Colombia   | Estadio Nemesio Camacho (El Campín), Bogotá  |                                              |
| 20:00 | 20:00      | Torres 37′ (str.) Rivera 69′, 88′ | Rapport | Zapata 60′ | Publik: 35 501 Domare: Cüneyt Çakır (Turkey) | Publik: 35 501 Domare: Cüneyt Çakır (Turkey) |
| 20:00 | 20:00      |                                   |         |            | Publik: 35 501 Domare: Cüneyt Çakır (Turkey) | Publik: 35 501 Domare: Cüneyt Çakır (Turkey) |
| 20:00 | 20:00      |                                   |         |            | Publik: 35 501 Domare: Cüneyt Çakır (Turkey) | Publik: 35 501 Domare: Cüneyt Çakır (Turkey) |

|       | 14 augusti | Frankrike                       | 3 – 2 (e.fl.) | Nigeria           | Estadio Pascual Guerrero, Cali                 |                                                |
| 15:00 | 15:00      | Lacazette 50′, 104′ Fofana 102′ | Rapport       | Ejike 90+3′, 111′ | Publik: 33 007 Domare: Darío Ubriaco (Uruguay) | Publik: 33 007 Domare: Darío Ubriaco (Uruguay) |
| 15:00 | 15:00      |                                 |               |                   | Publik: 33 007 Domare: Darío Ubriaco (Uruguay) | Publik: 33 007 Domare: Darío Ubriaco (Uruguay) |
| 15:00 | 15:00      |                                 |               |                   | Publik: 33 007 Domare: Darío Ubriaco (Uruguay) | Publik: 33 007 Domare: Darío Ubriaco (Uruguay) |

|       | 14 augusti | Brasilien                     | 2 – 2 (e.fl.)              | Spanien                     | Estadio Hernán Ramírez Villegas, Pereira        |                                                 |
| 18:00 | 18:00      | Willian 35′ Dudu 100′         | Rapport                    | Rodrigo 57′ Vázquez 102′    | Publik: 29 318 Domare: Walter López (Guatemala) | Publik: 29 318 Domare: Walter López (Guatemala) |
| 18:00 | 18:00      |                               |                            |                             | Publik: 29 318 Domare: Walter López (Guatemala) | Publik: 29 318 Domare: Walter López (Guatemala) |
| 18:00 | 18:00      | Casimiro Danilo Henrique Dudu | Straffsparksläggning 4 – 2 | Amat Roberto Bartra Vázquez | Publik: 29 318 Domare: Walter López (Guatemala) | Publik: 29 318 Domare: Walter López (Guatemala) |

### Semifinaler
|       | 17 augusti | Frankrike | 0 – 2   | Portugal                         | Estadio Atanasio Girardot, Medellín          |                                              |
| 17:00 | 17:00      |           | Rapport | Danilo 9′ N. Oliveira 40′ (str.) | Publik: 40 598 Domare: Cüneyt Çakır (Turkey) | Publik: 40 598 Domare: Cüneyt Çakır (Turkey) |
| 17:00 | 17:00      |           |         |                                  | Publik: 40 598 Domare: Cüneyt Çakır (Turkey) | Publik: 40 598 Domare: Cüneyt Çakır (Turkey) |
| 17:00 | 17:00      |           |         |                                  | Publik: 40 598 Domare: Cüneyt Çakır (Turkey) | Publik: 40 598 Domare: Cüneyt Çakır (Turkey) |

|       | 17 augusti | Brasilien         | 2 – 0   | Mexiko | Estadio Hernán Ramírez Villegas, Pereira          |                                                   |
| 20:00 | 20:00      | Henrique 80′, 84′ | Rapport |        | Publik: 29 812 Domare: Mark Clattenburg (England) | Publik: 29 812 Domare: Mark Clattenburg (England) |
| 20:00 | 20:00      |                   |         |        | Publik: 29 812 Domare: Mark Clattenburg (England) | Publik: 29 812 Domare: Mark Clattenburg (England) |
| 20:00 | 20:00      |                   |         |        | Publik: 29 812 Domare: Mark Clattenburg (England) | Publik: 29 812 Domare: Mark Clattenburg (England) |

### Match om tredjepris
|       | 20 augusti | Mexiko                             | 3 – 1   | Frankrike    | Estadio Nemesio Camacho (El Campín), Bogotá     |                                                 |
| 17:00 | 17:00      | Dávila 12′ Enríquez 49′ Rivera 71′ | Rapport | Lacazette 8′ | Publik: 36 085 Domare: Antonio Arias (Paraguay) | Publik: 36 085 Domare: Antonio Arias (Paraguay) |
| 17:00 | 17:00      |                                    |         |              | Publik: 36 085 Domare: Antonio Arias (Paraguay) | Publik: 36 085 Domare: Antonio Arias (Paraguay) |
| 17:00 | 17:00      |                                    |         |              | Publik: 36 085 Domare: Antonio Arias (Paraguay) | Publik: 36 085 Domare: Antonio Arias (Paraguay) |

### Final
|       | 20 augusti | Brasilien           | 3 – 2 (e.fl.) | Portugal                | Estadio Nemesio Camacho (El Campín), Bogotá        |                                                    |
| 20:00 | 20:00      | Oscar 5′, 78′, 111′ | Rapport       | Alex 9′ N. Oliveira 59′ | Publik: 36 058 Domare: Mark Geiger (United States) | Publik: 36 058 Domare: Mark Geiger (United States) |
| 20:00 | 20:00      |                     |               |                         | Publik: 36 058 Domare: Mark Geiger (United States) | Publik: 36 058 Domare: Mark Geiger (United States) |
| 20:00 | 20:00      |                     |               |                         | Publik: 36 058 Domare: Mark Geiger (United States) | Publik: 36 058 Domare: Mark Geiger (United States) |